# Véronique De Keyser

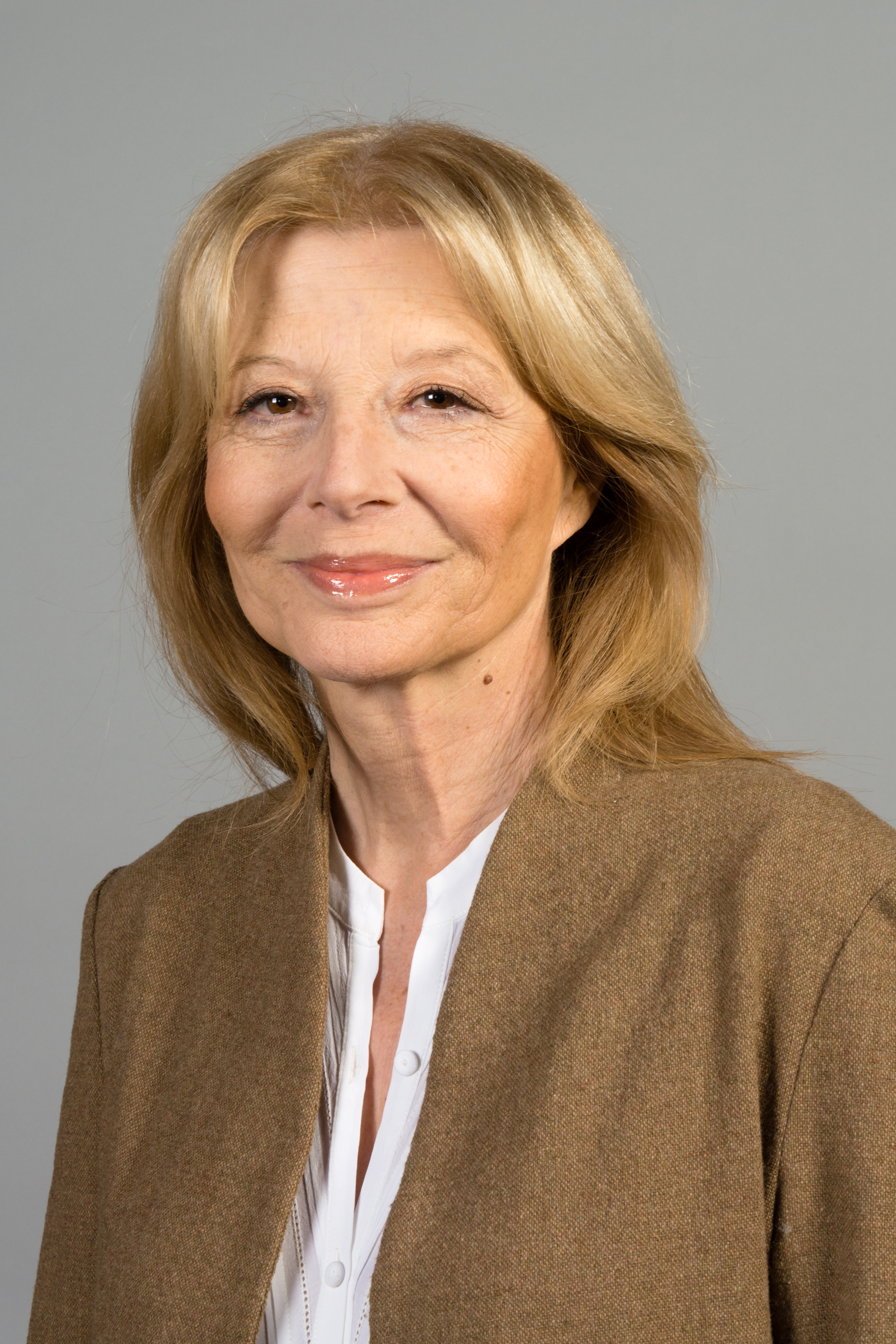
Véronique De Keyser 2014

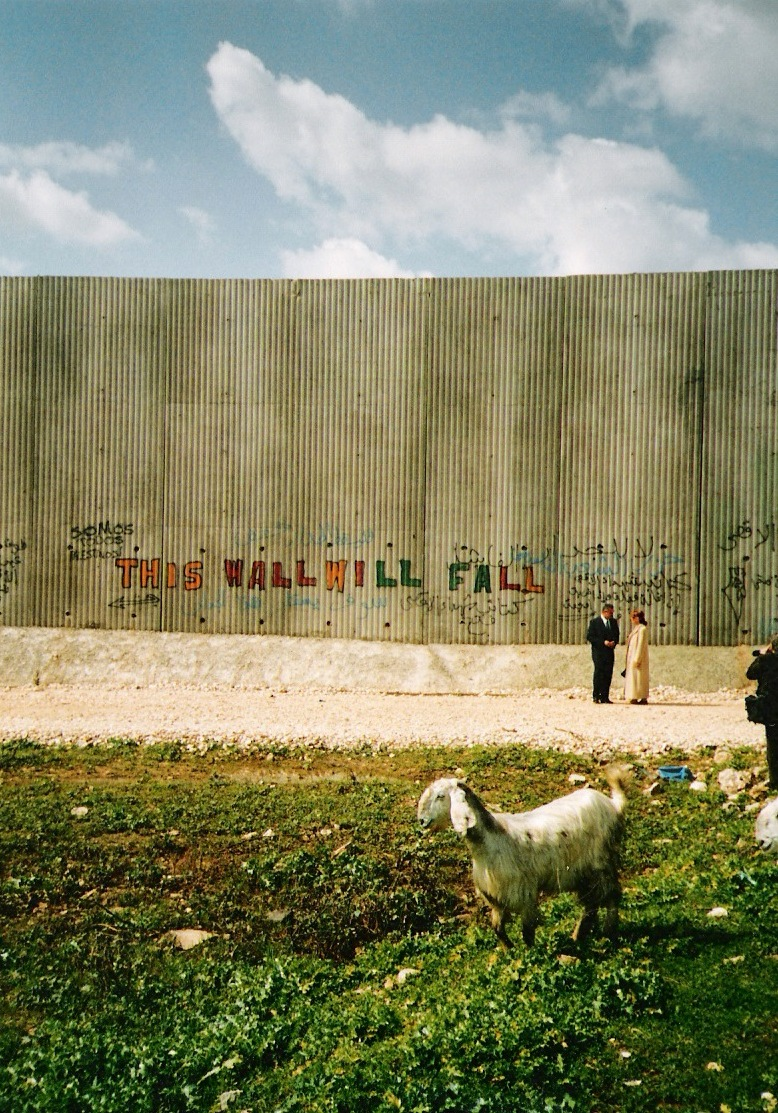
Véronique De Keyser spricht an einer Sperranlage im Februar 2004 mit dem Bürgermeister Qalqiliyas

Véronique De Keyser (* 23. März 1945 in Brüssel) ist eine belgische Psychologin und Hochschullehrerin. Seit 2001 ist sie Mitglied des Europäischen Parlaments für die Parti Socialiste (PS).

## Leben
De Keyser studierte Psychologie an der Université Libre de Bruxelles (ULB) und schloss ihr Studium 1968 mit dem Lizenziat ab. 1974 folgte eine Promotion im Bereich der Arbeitspsychologie zum Thema "Approche psychologique de l'expérience ouvrière à travers les systèmes". De Keyser forschte an der ULB und am Zentrum für Industrieforschung und -studien in Brüssel und erhielt 1984 einen Lehrauftrag an der Universität Lüttich, wo sie 1988 zur Professorin ernannt wurde. Von 1990 bis 1998 war sie Dekanin der Fakultät für Psychologie und Erziehungswissenschaften an der Universität Lüttich. Als Gastprofessorin war sie an den Universitäten Porto, Moskau und Toulouse–Le Mirail tätig. 
De Keyser hatte von 1990 bis 1994 den Vorsitz der belgischen Gesellschaft für Psychologie inne. Sie war zudem von 1995 bis 2002 Mitglied des Verwaltungsrats der König-Baudouin-Stiftung, seit 1997 Mitglied des Hohen Rates für Beschäftigung und von 1997 bis 2003 Vorsitzende der European Association of Work and Organizational Psychology.
2001 wurde De Keyser in das Europäische Parlament gewählt. Sie war bis 2014 Mitglied der Sozialdemokratische Fraktion im Europäischen Parlament, sowie des Entwicklungsausschusses, des Ausschusses für Menschenrechte und in der Delegation in der Paritätischen Parlamentarischen Versammlung AKP-EU. Stellvertreterin war De Keyser in der Delegation für die Beziehungen zum Palästinensischen Legislativrat und im Ausschuss für auswärtige Angelegenheiten. 2014 wurde sie von der Parti Socialiste (Belgien) nicht mehr für die Europawahlen nominiert.
2020 wurde sie Präsidentin des Centre d'action laïque.

## Publikationen (Auswahl)
- mit Marie-Noël Beauchesne-Florival und Dina Notte: Analyser les conditions de travail : connaissance du problème, applications pratiques. Éditions ESF/Librairies techniques, Paris 1982, ISBN 2-7101-0391-5.
- hrsg. mit Géry d’Ydewalle und André Vandierendonck: Time and the dynamic control of behavior. Hogrefe & Huber, Seattle 1998, ISBN 0-88937-196-2.
- hrsg. mit Anna Borisovna Leonova: Error prevention and well-being at work in Western Europe and Russia: psychological traditions and new trends. Kluwer, Dordrecht 2001, ISBN 0-7923-7100-3.
- Qui a peur de l’erreur humaine ? Labor, Brüssel 2002, ISBN 2-8040-1639-0.
- mit Stéphane Hessel: Palestine, la trahison européenne. Fayard, Paris 2013, ISBN 978-2-213-67807-8.
  - Übersetzung: Palästina: Das Versagen Europas. Deutsch von Barbara Heber-Schärer und Ulrike Bokelmann. Rotpunktverlag, Zürich 2014, ISBN 978-3-85869-588-8.